# Меридиан (авиакомпания, Россия)
Авиакомпания «Меридиан» — российская авиакомпания, специализирующаяся на управлении и эксплуатации воздушных судов деловой авиации, а также организации и выполнении нерегулярных (чартерных) воздушных перевозок. Создана в 1992 году. Базовым аэропортом является сектор деловой авиации международного аэропорта Внуково-3.

## История
Закрытое акционерное общество «Авиакомпания «Меридиан» было зарегистрировано в марте 1992 года. В апреле компания получила сертификат эксплуатанта коммерческой гражданской авиации и выполнила первый рейс на самолете типа Hawker Siddeley HS-125 (British Aerospace 125).
В сентябре 2012 года «Меридиан» стал обладателем свидетельства эксплуатанта авиации общего назначения.
В феврале 2013 года авиакомпания вступила в Объединенную национальную ассоциацию деловой авиации (ОНАДА). В марте того же года получила сертификат IBAC о соответствии требованиям международного стандарта для операторов деловой авиации – IS-BAO Stage I. В июле «Меридиан», единственная из авиакомпаний в РФ, получила Сертификат EASA Part M Subpart G на право поддержания лётной годности ВС европейской регистрации, а в августе – сертификат соответствия требованиям OTAR Part 39, Option 2 of Subpart E на право под держания лётной годности ВС бермудской регистрации.
В феврале 2015 года был получен сертификат IBAC о соответствии требованиям международного стандарта для операторов деловой авиации более высокого уровня – IS-BAO Stage II. В июне того же года Авиакомпания «Меридиан» успешно прошла процедуру одобрения ирландскими авиационными властями (IAA) на право эксплуатации ВС ирландской регистрации.
В феврале 2016 года авиакомпания приступила к внедрению и использованию в полетах Electronic Flight Bag (EFB). Вскоре «Меридиан» получил одобрение EASA по Part TCO, позволяющее операторам третьих стран осуществлять коммерческие полёты в европейском воздушном пространстве.
В марте 2017 года был получен сертификат IBAC о соответствии требованиям международного стандарта для операторов деловой авиации – IS-BAO Stage III.
В июле 2017 года авиакомпания вступила в некоммерческую организацию «Российская ассоциация эксплуатантов воздушного транспорта» (АЭВТ).
В феврале 2021 года авиакомпания вступила в Российский союз промышленников и предпринимателей.

## Парк воздушных судов
По состоянию на 19 мая 2021 года компания эксплуатирует 5 воздушных судов:
- 1 Airbus A320[12]
- 1 Bombardier CL-600-2B16 Challenger 605[13]
- 3 Gulfstream G450 (GIV-X)[14]

Ранее компания также эксплуатировала Hawker Siddeley HS-125( British Aerospace 125), Ту-134.

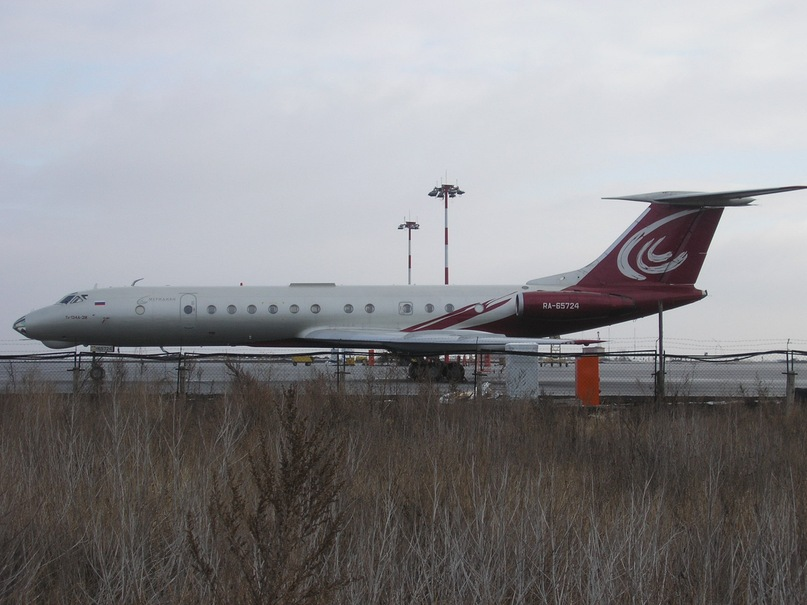
Ту-134 в аэропорту Белгород

## Награды
- 2012 – Диплом премии «Крылья России» в номинации «Оператор деловой авиации»[18]
- 2015 – Диплом премии «Крылья России» в номинации «Деловая авиация»[19]
- 2016 – Премия «Sapphire Pegasus. Business Aviation Award» в номинации «Business Jet Operator»[20]
- 2018 – Премия Правительства Российской Федерации в области качества[21]
- 2019 – Премия «Крылья бизнеса» в номинации «Авиакомпания деловой авиации»[22]
- 2020 – Премия Всероссийского конкурса Российского союза промышленников и предпринимателей (РСПП) в номинации «Лидеры российского бизнеса: динамика, ответственность, устойчивость – 2019»[23]